# Monte Brouillard
Monte Brouillard (4069 m n. m.) je hora v Montblanském masivu v Grajských Alpách. Leží na území Itálie v regionu Valle d'Aosta. Nachází se jižně od Mont Blancu. Na vrchol je možné vystoupit od Rifugio Monzino (2580 m).
Jako první na vrchol vystoupili 10. července 1906 Karl Blodig, Oscar Eckenstein a Alexander Brochere.